# Santa Maria i Sant Bernabé de Josa
Santa Maria i Sant Bernabé de Josa és una església de Josa i Tuixén (Alt Urgell), protegida com a Bé Cultural d'Interès Local.

## Descripció
Edifici religiós de planta rectangular amb tres naus separades per arcs damunt de pilars cruciformes. Aquest temple fou construït a mitjans del segle passat (n'hi ha la data de 1846, a la clau de la porta)
L'edifici es troba damunt de les restes del castell de Josa, documentat en el segle xi. Té un campanar de base quadrada, amb quatre finestres de mig punt al darrer pis.

## Història
La població de Josa de Cadí (Iausa) és esmentada a l'acta de consagració de la Seu d'Urgell del 839.